# Liste des évêques de Saintes
Pour un article plus général, voir Ancien diocèse de Saintes.
Liste des évêques du diocèse de Saintes

## Antiquité
| Portrait | Armoiries | Épiscopat                   | Titulaire                 | Notes          |
| -------- | --------- | --------------------------- | ------------------------- | -------------- |
|          |           | IIIe siècle ou IVe siècle ? | Saint Eutrope             | mort en martyr |
|          |           | début Ve siècle             | Saint Ambroise de Saintes |                |
|          |           | (mort en août 460)          | Saint Vivien de Saintes   |                |
|          |           | fin Ve siècle               | Saint Concorde de Saintes |                |

## Haut Moyen Âge
- Pierre Ier 511
- Saint Trojan (Ve siècle - VIe siècle)
- Eusebius en 553 - après 555
- Emerius avant 561
- Pallais de Saintes 573-596
- Leodegarius début VIIe siècle
- Audebertus  614
- Leontius  625-634
- Ailphus    637
- Bertarius  660
- Agnebertus 662-675 (attesté par sa participation au concile de Saint-Pierre de Garnon en 673-675)

À partir de 675, il n’est pas assuré que le siège est occupé ; selon Robert Favreau, il n’y a pas de titulaire du siège assuré jusqu’en 785 ; Ulric et Dizan sont considérés comme douteux.
- Ulric VIIe siècle
- Saint Dizans (ou Saint Dizieins) VIIIe siècle
- Benjamin  vers 785 (mentionné sur la charte de fondation de Charroux)
- Aton  799-début IXe siècle
- Thebert  805
- Frotmundus  846
- Frecultus  862

De nouveau de 862 à 989, aucun évêque ne peut être considéré comme certain.
- Alo (?)  908

- Abbon  989 et 990
- Islus  1000 et 1031

## Bas Moyen Âge
| Portrait | Armoiries | Épiscopat        | Titulaire                                | Notes                               |
| -------- | --------- | ---------------- | ---------------------------------------- | ----------------------------------- |
|          |           | 1032 - 1036      | Godefroy                                 |                                     |
|          |           | 1037 - 1040      | Arnulfus                                 |                                     |
|          |           | 1040 - 1047      | Engelricus                               |                                     |
|          |           | 1047 - 1066 (?)  | Arnoul                                   |                                     |
|          |           | 1066 - 1067      | Guillaume                                |                                     |
|          |           | 1067 - 1072      | Goderanus                                |                                     |
|          |           | 1072 - 1082      | Boso                                     |                                     |
|          |           | 1083 - 1106      | Ramnulfus Focaudi (Ramnulfe de Foucauld) |                                     |
|          |           | 1107 - 1112      | Pierre II de Soubise                     |                                     |
|          |           | 1113 - 1116      | Rainaldus Chainel                        |                                     |
|          |           | 1117 - 1126      | Pierre III de Confolens                  |                                     |
|          |           | 1127 - 1142      | Guilelmus Gardradus                      |                                     |
|          |           | 1142 - vers 1165 | Bernard                                  |                                     |
|          |           | 1167 - 1189      | Ademar Charbonnel                        |                                     |
|          |           | 1189             | Helias                                   |                                     |
|          |           | 1190 - 1217      | Henri                                    |                                     |
|          |           | 1216 - 1221      | Ponce de Pons                            |                                     |
|          |           | 1221             | Michel I                                 |                                     |
|          |           | 1222 - 1231      | Hélie II                                 |                                     |
|          |           | 1231 - 1235      | Jean                                     |                                     |
|          |           | 1235 - 1237      | Pierre IV                                |                                     |
|          |           | 1237 - 1239      | Guillaume III                            |                                     |
|          |           | 1239 - 1241      | Hélie III                                |                                     |
|          |           | 1241 - 1250      | Pierre V                                 |                                     |
|          |           | 1250 - 1256      | Hugues II de Féletz                      |                                     |
|          |           | 1257 - 1266      | Ponce II de Pons                         |                                     |
|          |           | 1266             | Hélie IV de Fors                         |                                     |
|          |           | 1267 - 1271      | Pierre VI Laud                           |                                     |
|          |           | 1271 - 1275      | Ponce III de Pons                        |                                     |
|          |           | 1275 - 1277      | Pierre VII                               |                                     |
|          |           | 1277 - 1284      | Geoffroy de Saint-Briçon                 |                                     |
|          |           | 1284 - 1287      | Pierre VIII                              |                                     |
|          |           | 1288             | bis. Gimer                               |                                     |
|          |           | 1288 - 1294      | Geoffroy III d'Archiac                   |                                     |
|          |           | 1296             | Ramnufle de Carel                        |                                     |
|          |           | 1296 - 1312      | Gui de Neuville                          |                                     |
|          |           | 1313             | Geoffroy IV                              |                                     |
|          |           | 1313 - 1318      | Guillaume IV de La Mothe                 |                                     |
|          |           | 1318 - 1342      | Thibaud de Castillon                     |                                     |
|          |           | 1343 - 1351      | Étienne de La Garde                      | cardinal                            |
|          |           | 1351 - 1361      | Gaillard du Puy                          | cardinal                            |
|          |           | 1362 - 1381      | Bernard II du Sault                      | (Rome)                              |
|          |           | 1380             | Raymond d'Angoulême                      | (Avignon)                           |
|          |           | 1381 - 1396      | Helie V de Lestrange                     |                                     |
|          |           | 1396 - 1397      | Pierre Mignot                            |                                     |
|          |           | 1398 - 1411      | Bernard III de Chevenon                  |                                     |
|          |           | 1411 - 1418      | Geoffroy de Pérusse des Cars             |                                     |
|          |           | 1415 - 1424      | Jean II Boursier                         |                                     |
|          |           | 1426 - 1460      | Guy II de Rochechouart                   |                                     |
|          |           | 1460 - 1492      | Louis Ier de Rochechouart                |                                     |
|          |           | 1461 - 1462      | Alain IV de Coëtivy                      | cardinal, administrateur du diocèse |
|          |           | 1491 - 1492      | Jean Bilhères de Lagraulas               | cardinal, évêque coadjuteur         |

## Temps modernes
| Portrait | Armoiries | Épiscopat   | Titulaire                                    | Notes                                      |
| -------- | --------- | ----------- | -------------------------------------------- | ------------------------------------------ |
|          |           | 1493 - 1503 | Pierre IX de Rochechouart                    |                                            |
|          |           | 1503 - 1505 | Raymund Pérault                              | cardinal                                   |
|          |           | 1505 - 1506 | Eustache                                     |                                            |
|          |           | 1506 - 1515 | François Sodérini                            | cardinal                                   |
|          |           | 1515 - 1544 | Julien II Soderini                           |                                            |
|          |           | 1543        | Rodolphe Tillon                              | (évêque auxiliaire)                        |
|          |           | 1545 - 1550 | Charles de Bourbon                           | cardinal                                   |
|          |           | 1550 - 1576 | Tristan de Bizet                             |                                            |
|          |           | 1576 - 1617 | Nicolas Le Cornu de La Courbe de Brée        |                                            |
|          |           | 1617 - 1630 | Michel II Raoul                              |                                            |
|          |           | 1631 - 1648 | Jacques Raoul de La Guibourgère              | neveu du précédent                         |
|          |           | 1648 - 1676 | Louis II de Bassompierre                     |                                            |
|          |           | 1677 - 1702 | Guillaume V de La Brunetière                 |                                            |
|          |           | 1702        | Bertrand de Senaux                           | (élu)                                      |
|          |           | 1703 - 1710 | Alexandre de Chevriers de Saint-Mauris       |                                            |
|          |           | 1711 - 1715 | Henri III Augustin Le Pileur                 |                                            |
|          |           | 1718 - 1744 | Léon de Beaumont                             |                                            |
|          |           | 1744 - 1762 | Simon-Pierre de La Corée                     |                                            |
|          |           | 1763 - 1781 | Germain Chasteigner de la Chasteigneraye     |                                            |
|          |           | 1781 - 1792 | Bienheureux Pierre-Louis de La Rochefoucauld | (martyrisé à la prison des Carmes en 1792) |

## Révolution française
| Portrait | Armoiries | Épiscopat   | Titulaire                                   | Notes                                          |
| -------- | --------- | ----------- | ------------------------------------------- | ---------------------------------------------- |
|          |           | 1791 - 1797 | Isaac-Étienne Robinet                       | évêque constitutionnel                         |
|          |           | 1702 - 1724 | Michel-François de Couët du Vivier de Lorry | (évêque concordataire de La Rochelle) en 1802. |

Il n'y a plus d'évêque résident à Saintes depuis 1802.
Par un bref apostolique du 22 janvier 1852, le pape Pie IX a autorisé Mgr Villecourt et ses successeurs à joindre à leur titre d'évêque de La Rochelle, celui d'évêque de Saintes. À partir de cette date, le diocèse est officiellement celui de La Rochelle et Saintes.

## Sources
- Annuaire historique 1846, 1847, p. 138-140
- Trésor de chronologie, p. 1484-1485